# 2025年上海合作组织天津峰会
上海合作组织天津峰会，简称上合天津峰会，是2025年8月31日至9月1日上海合作组织第25次元首理事会在中华人民共和国天津市举行的峰会，这也是继2001年与2006年上海、2012年北京峰会、2018年青岛后，第五次在中国举办的上合组织年度峰会。

## 背景

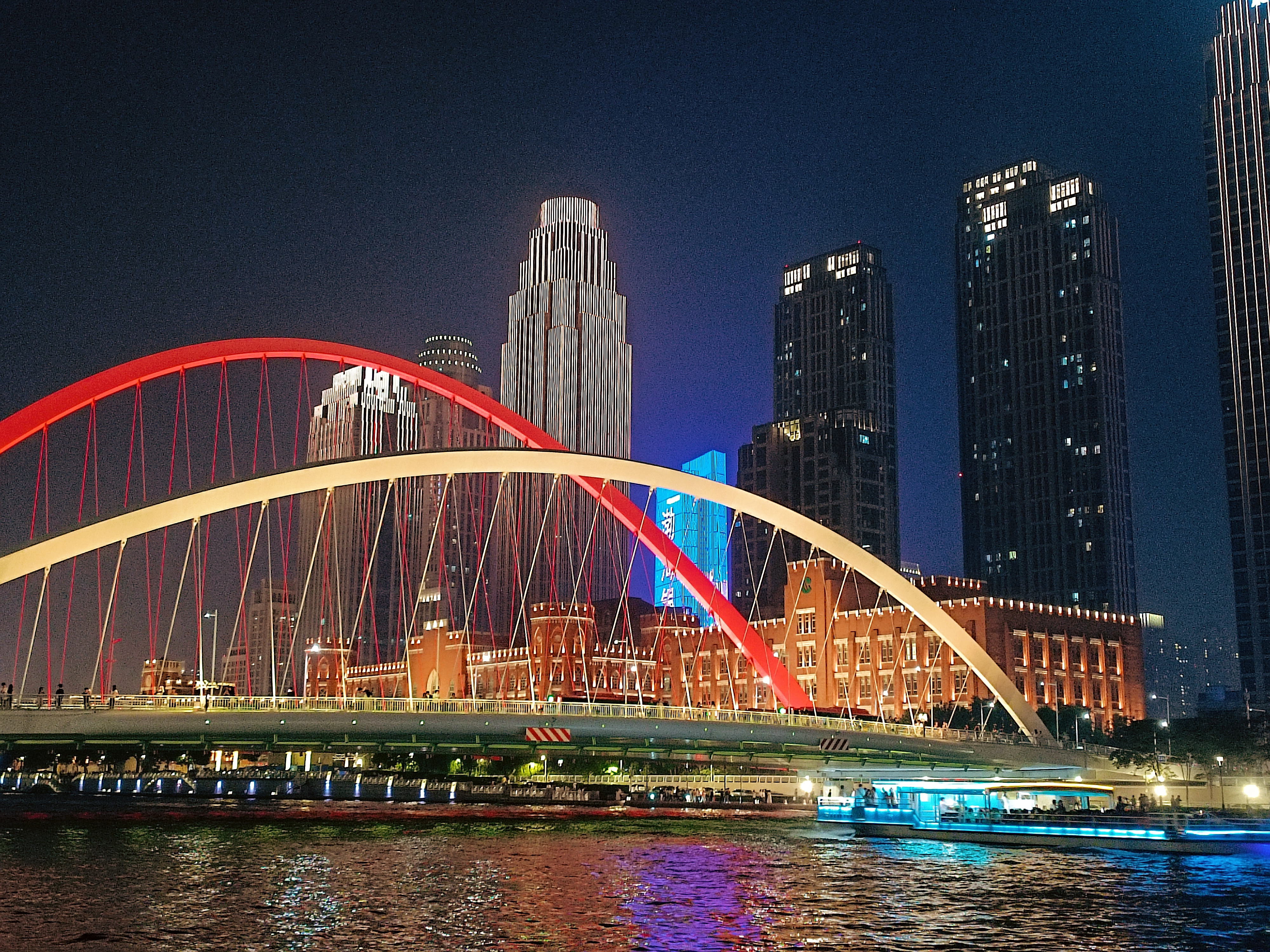
2025年5月经过修缮的海河夜景

2025年正值抗日戰爭暨世界反法西斯戰爭勝利80周年。
自2025年3月起，为提高天津市的市容市貌，以迎接即将到来的上合峰会，天津全市范围内掀起了修路浪潮，一些年久失修的道路、设施和摩天大楼灯光也得到了修缮。

## 领导人出席

### 成员国

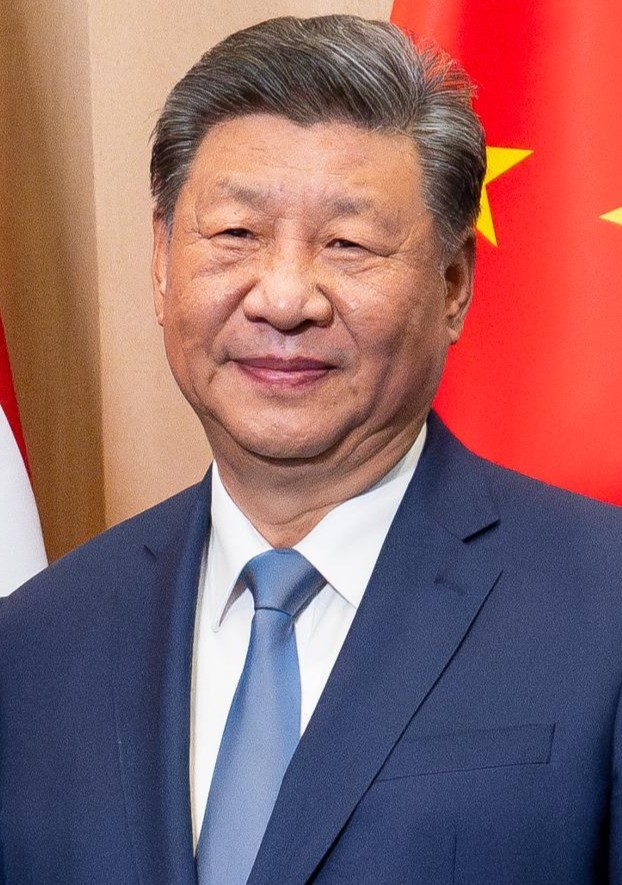
中国（主办国） 中共中央总书记、国家主席 习近平[a]
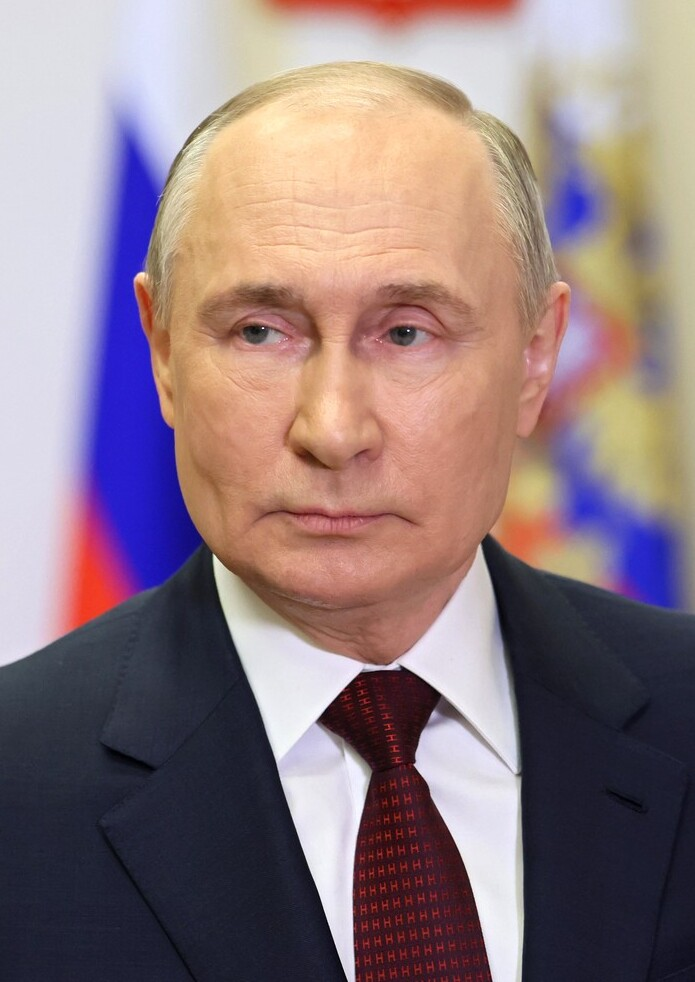
俄羅斯 總統 普京
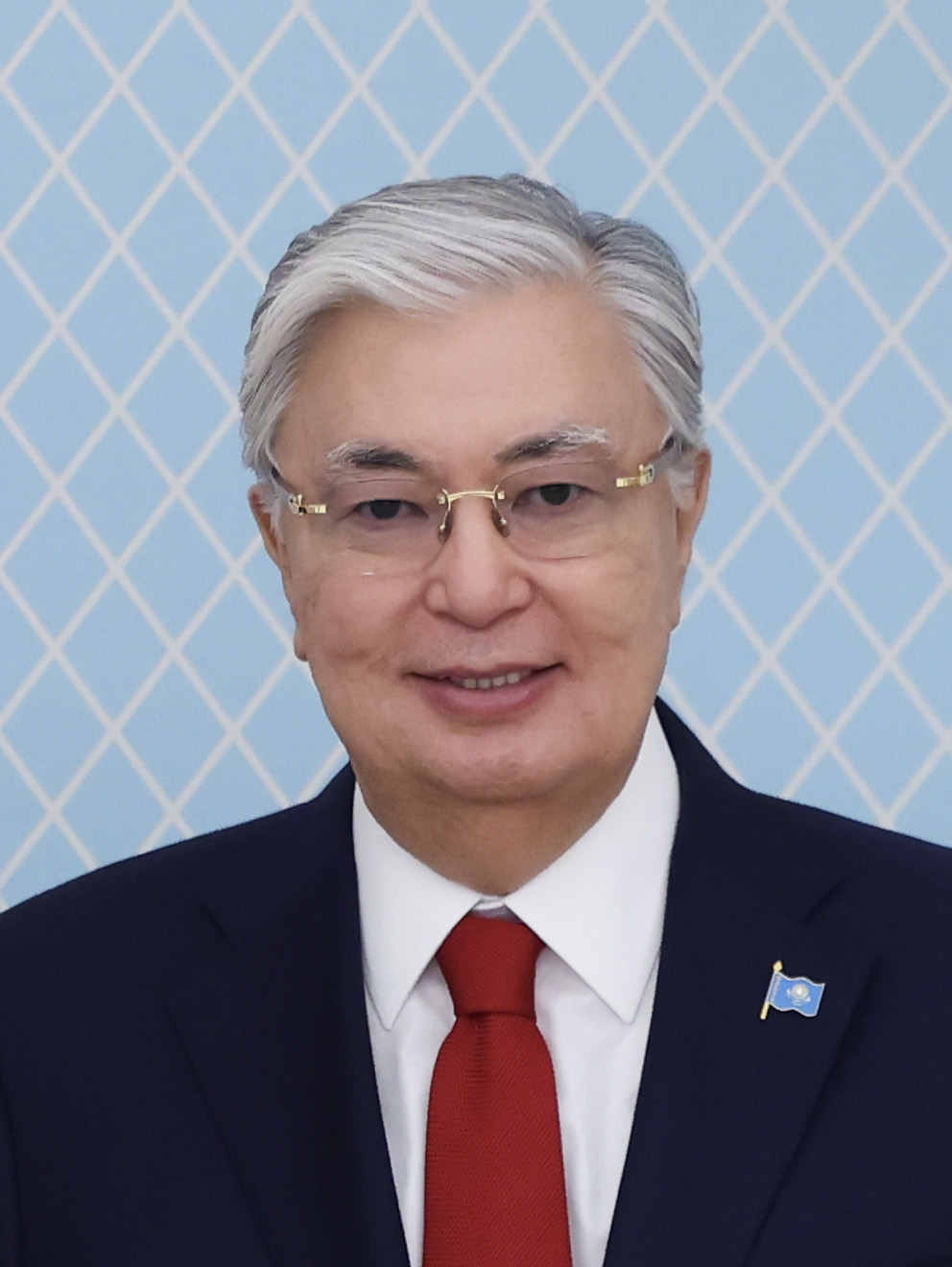
总统 托卡耶夫
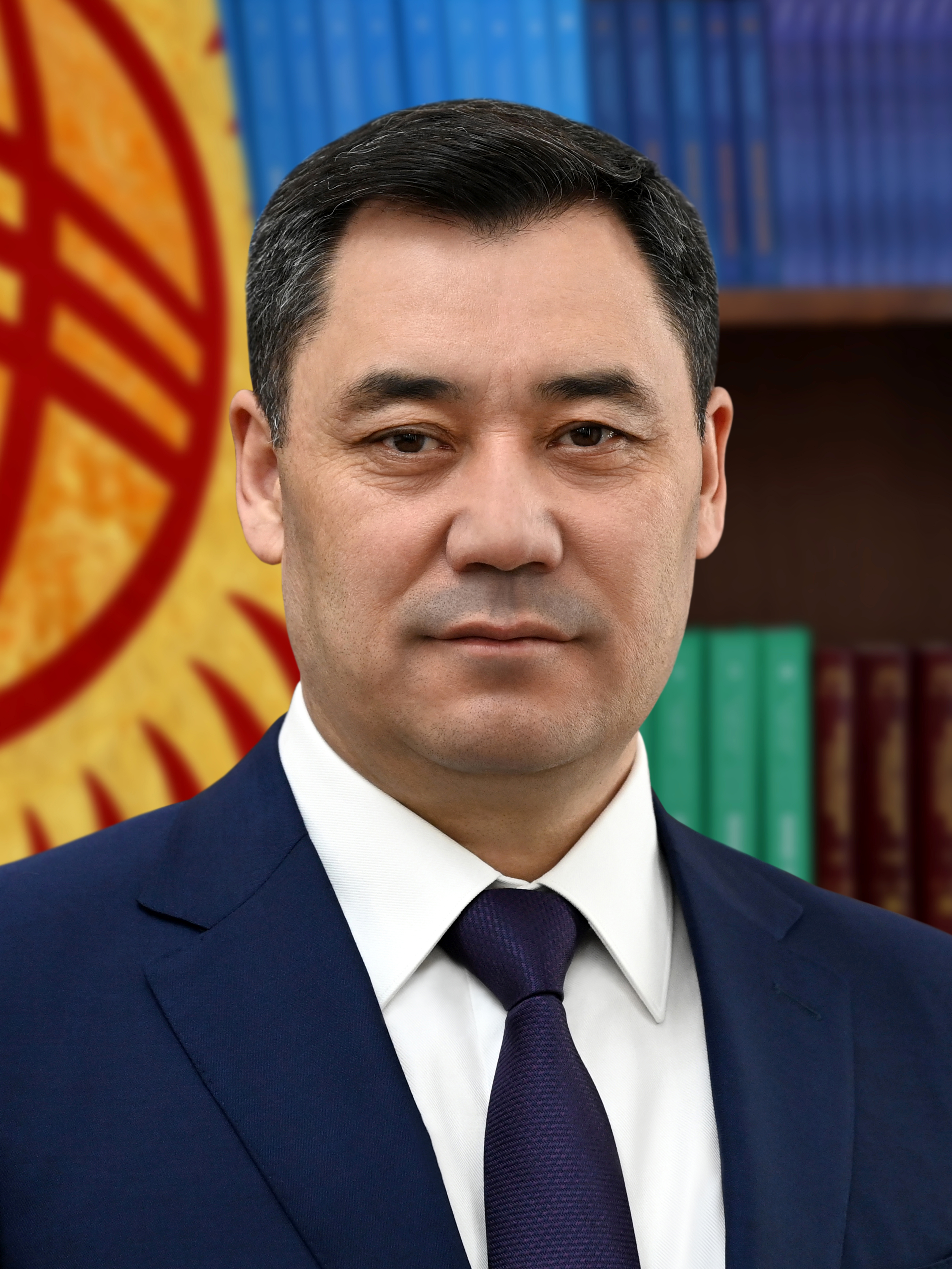
总统 扎帕罗夫
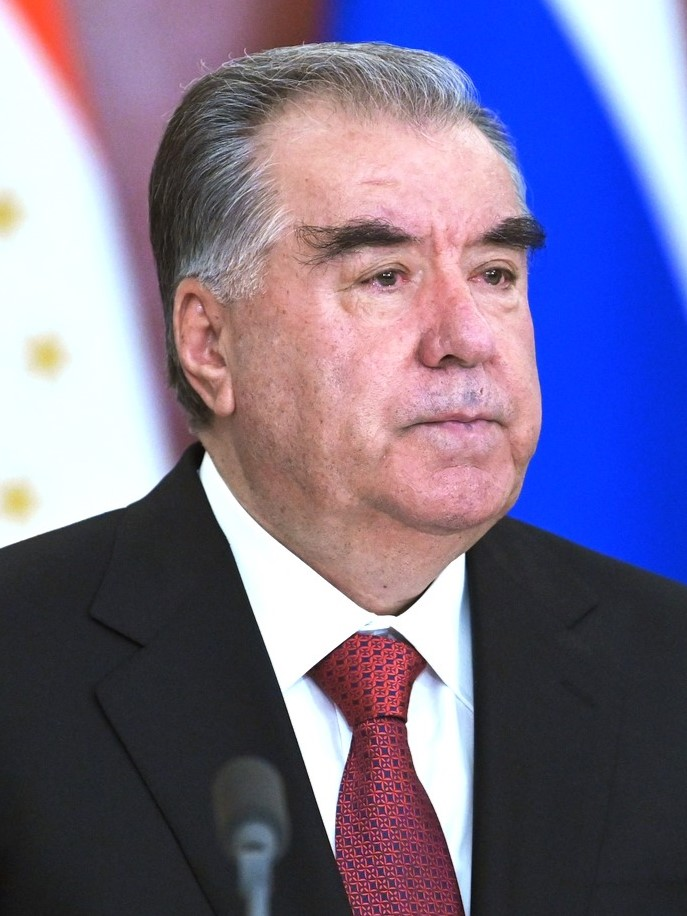
总统 拉赫蒙
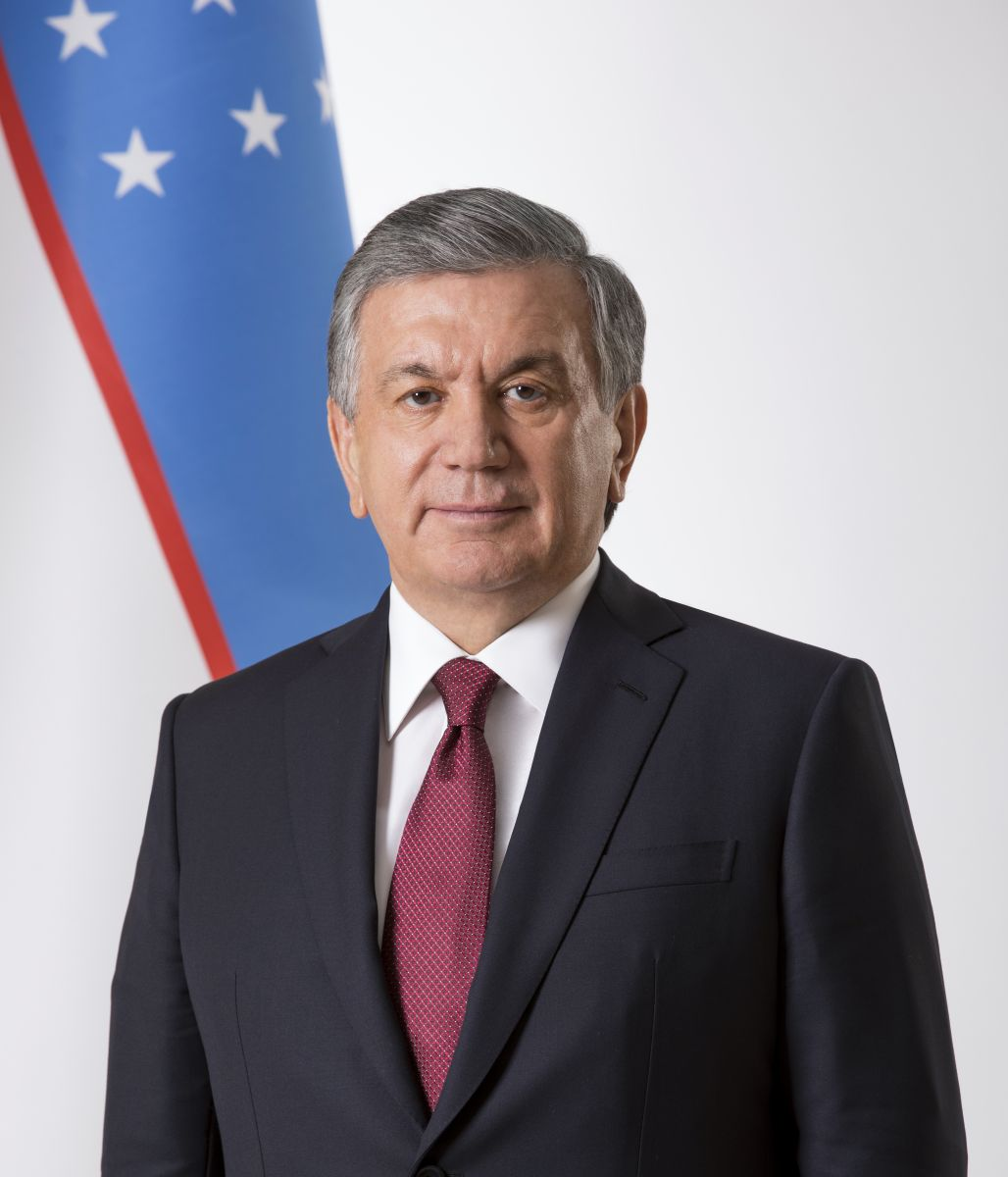
总统 米尔济约耶夫
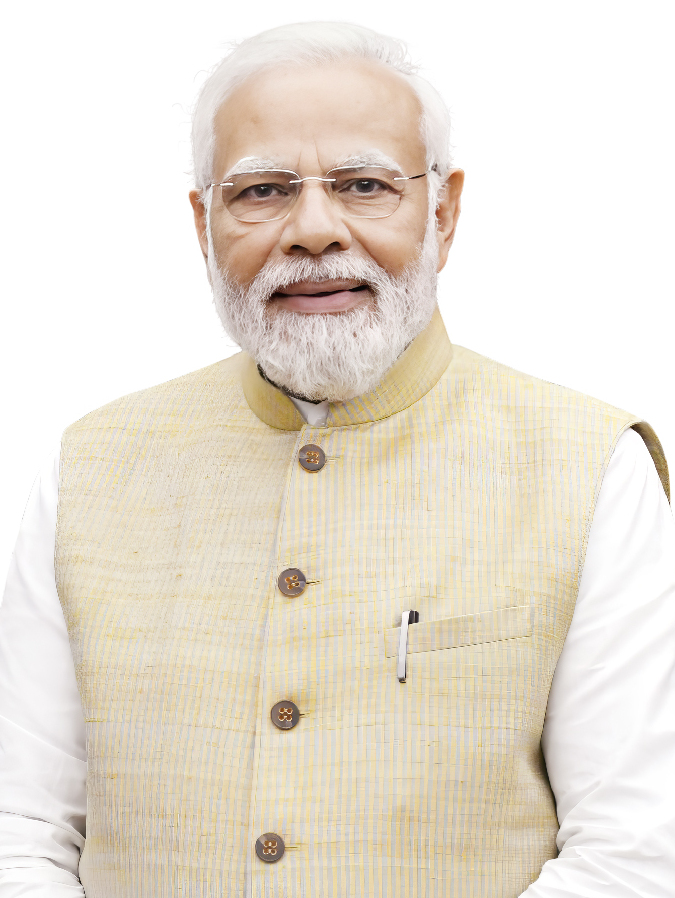
印度 總理 莫迪
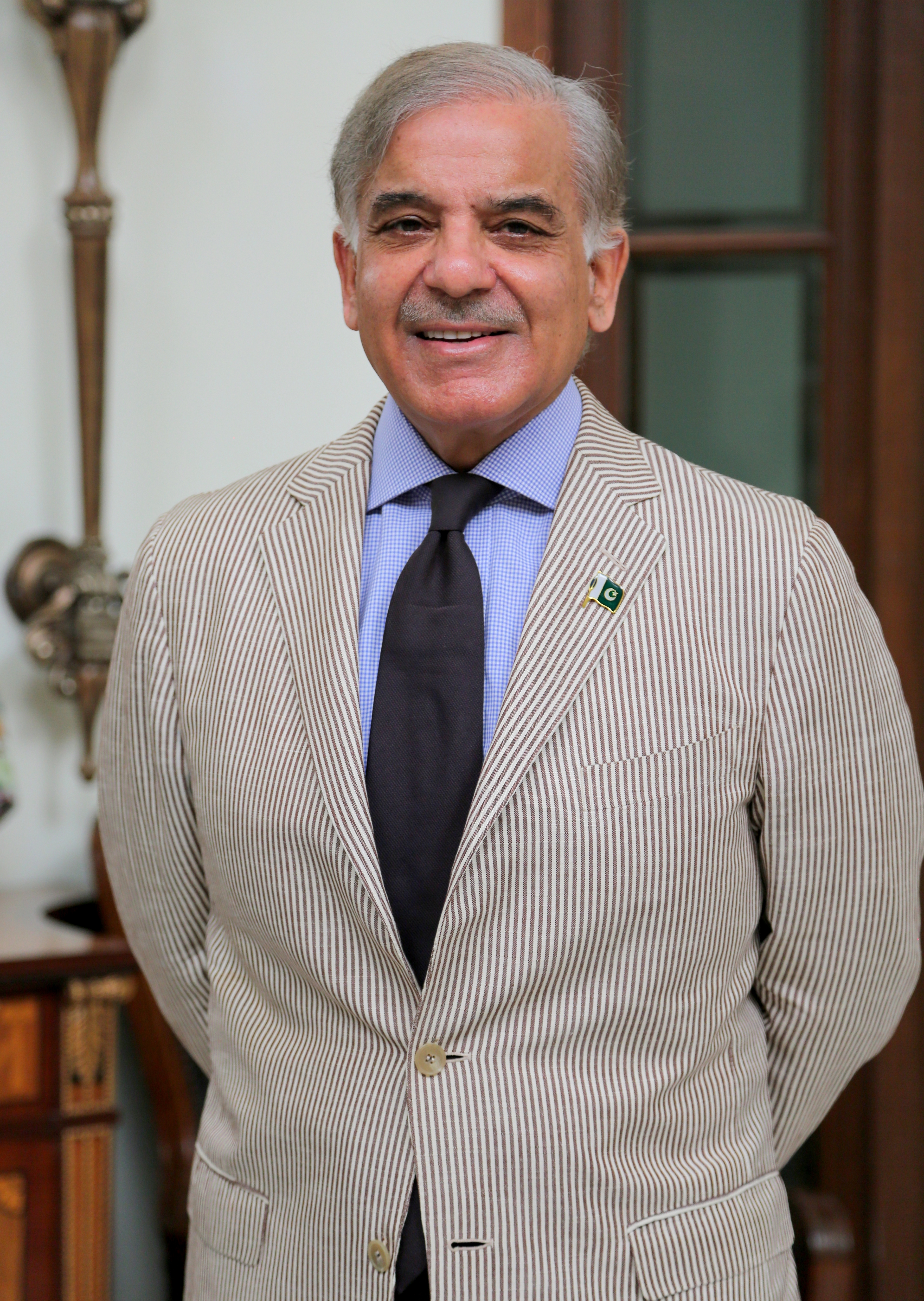
巴基斯坦 总理 谢里夫
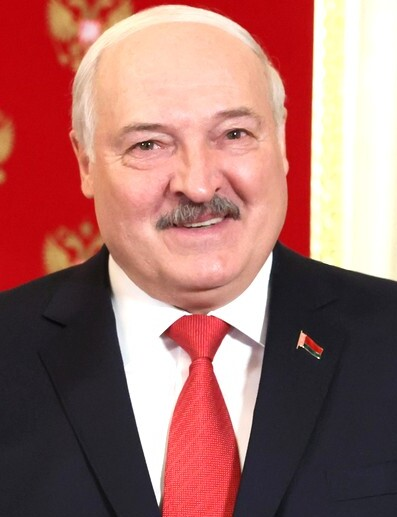
白俄羅斯 总统 卢卡申科
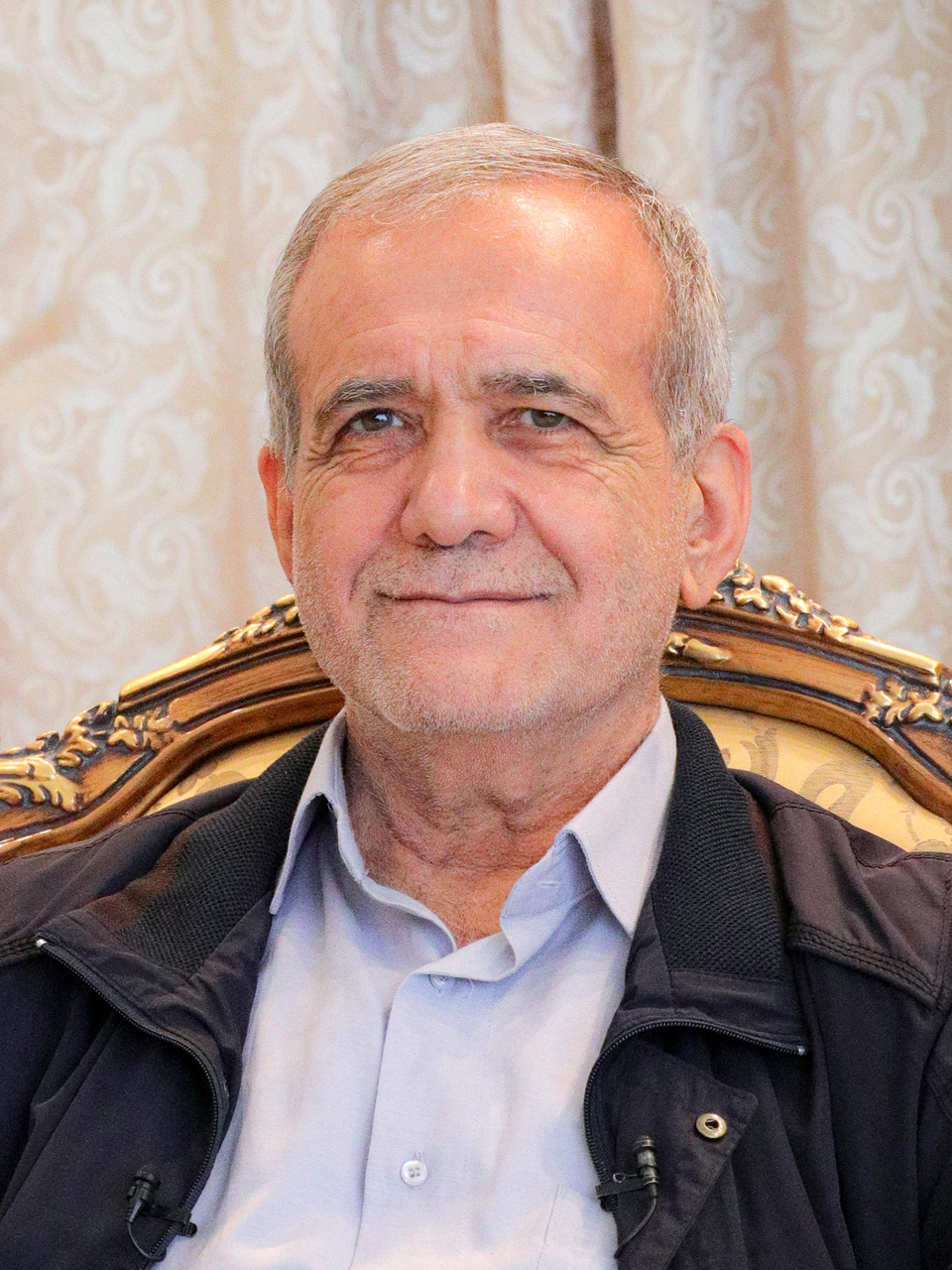
伊朗 总统 佩泽希齐扬

### 特邀嘉宾

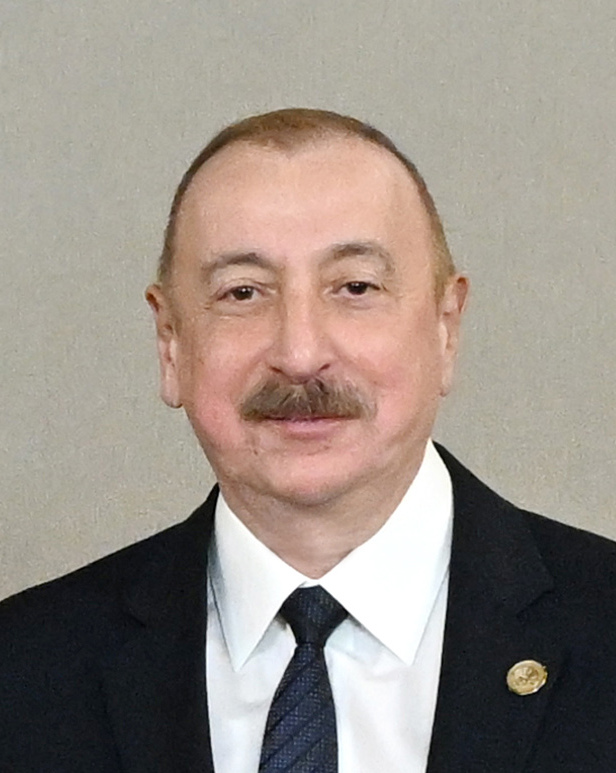
总统 阿利耶夫
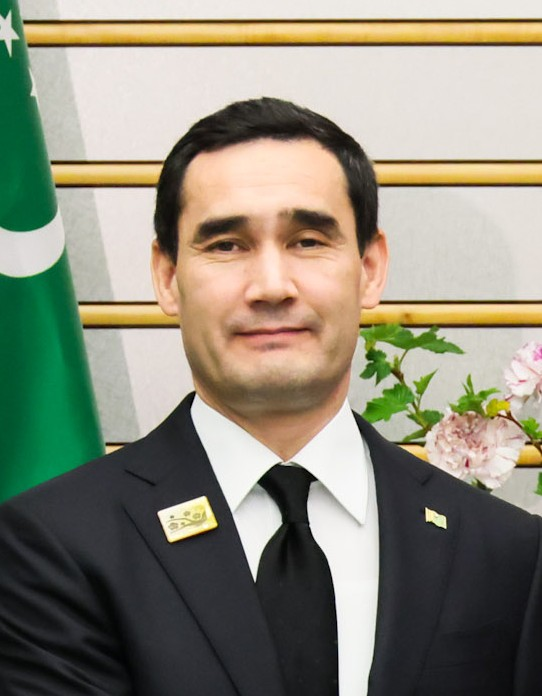
总统 别尔德穆哈梅多夫

## 会议
此次峰会的口号是“弘扬上海精神：上合组织在行动”。